# Pyrola chouana
Pyrola chouana là một loài thực vật có hoa trong họ Thạch nam. Loài này được Chang Y. Yang miêu tả khoa học đầu tiên năm 1985.